# چایننو اونواکو
چایننو اونواکو (انگلیسی: Chinanu Onuaku؛ زادهٔ ۱ نوامبر ۱۹۹۶) بازیکن بسکتبال اهل ایالات متحده آمریکا است.

## حرفه
از باشگاه‌هایی که در آن بازی کرده‌است می‌توان به هیوستون راکتس و پورتلند تریل بلیزرز اشاره کرد.

## دستاوردها
وی در مسابقات کشوری و بین‌المللی در مجموع برندهٔ ۱ مدال طلا شده‌است.